# Turnbull (fleuve)
Pour les articles homonymes, voir Turnbull.

Le fleuve Turnbull, (en =anglais : Turnbull River)  est un  cours d’eau de la région de la West Coast de l’Île du Sud de la  Nouvelle-Zélande.

## Géographie
Il s’écoule vers le nord-ouest à partir des  Alpes du Sud sur une longueur de 22 kilomètres, se terminant dans la Mer de Tasman à l’extrémité nord de la  Baie de Jackson, à 10 kilomètres au sud de la ville de  Haast. Le fleuve Turnbull rejoint à son embouchure le fleuve Okuru.